# Sobekhotep IV.
Sobekhotep IV. war ein altägyptischer König (Pharao) der 13. Dynastie (Zweite Zwischenzeit), welcher etwa von 1733 bis um 1724 v. Chr. oder um 1694 bis um 1685 v. Chr. regierte. Die 13. Dynastie besteht aus einer langen Reihe von nur kurz regierenden Herrschern, die im Schnitt nur wenige Jahre auf dem Thron blieben. Diese scheinen oftmals auch nicht miteinander verwandt gewesen zu sein. Sobekhotep IV. gehört zu den wenigen Regenten, der aus einer Familie stammte, die noch mindestens einen anderen Herrscher stellte. Er war wohl der bedeutendste Herrscher der 13. Dynastie.

## Herkunft
Dieser Pharao wurde in Theben geboren, wie er auf einer Stele aus dem Karnaktempel berichtet. Sein Vater war der Gottesvater Chaanchef und seine Mutter eine gewisse Kemi. Der Großvater war mittlerer Militärmann mit dem Namen Nehy und dem Titel Stadtsoldat (anx n nwt), dessen Gemahlin hieß Senebtisi. Sein Bruder, der vor ihm regierte, war Neferhotep I. Es ist auffallend, in welchem Maße diese beiden Herrscher ihre nichtkönigliche Herkunft auf den Denkmälern betonen. Dies ist sonst kaum aus dem alten Ägypten bekannt, Sobekhotep IV. ist schon aus der Zeit bekannt, bevor er König wurde. Er erscheint in einigen Inschriften seines Bruders Neferhotep I. bei Assuan als Königssohn. Da der Vater von Sobekhotep IV. mit Sicherheit kein Herrscher war, ist dies ein guter Beleg dafür, dass diese Bezeichnung zu dieser Zeit als Titel benutzt wurde und nicht ein wirkliches Verwandtschaftsverhältnis ausdrückte.

## Familie
Die gut bekannte Familie des Herrschers bestand aus seiner Gemahlin Tjan, seinen Söhnen Sobekhotep Miu, Sobekhotep Djadja, Chaanchef und Amenhotep und seiner Tochter Nebetiunet.

## Regentschaft
Sobekhotep IV. war wohl der bedeutendste Herrscher der 13. Dynastie. Sein höchstes bekanntes Regierungsjahr ist das Jahr 8, und er ist wahrscheinlich der letzte Regent vor Beginn des Neuen Reiches, der in ganz Ägypten und auch noch in Unternubien geherrscht hat. Von dem Herrscher fanden sich zahlreiche Skarabäen, die seine Eltern nennen. Im Britischen Museum London befindet sich das Bruchstück einer Inschrift, die vielleicht von Kriegszügen nach Unternubien berichtet, doch ist der Text und dessen Interpretation umstritten. Auf diesen Feldzug nimmt vielleicht auch eine private Stele Bezug und der jüdische Schriftsteller Artapanos berichtet, dass dieser Herrscher nach Nubien zog. Dieser erwähnt auch, dass unter dem Herrscher Teile des Deltas rebellierten. Schließlich soll unter ihm die Mose-Geschichte stattgefunden haben.

### Hofstaat
Von dem Hofstaat des Herrschers ist bekannt, dass der Wesir Neferkare Iymeru das Haus der Millionen Jahre für den Herrscher errichtete. Dieser Wesir ist durch zahlreiche Monumente bezeugt. Schatzmeister war Senbi, der schon unter Neferhotep I. im Amt war, und Haushofmeister ein Nebanch, der eine Expedition in den Wadi el-Hudi unter dem König leitete. Nebanch stammt aus einer bedeutenden Familie, die in der nächsten Generation über die Königin Nubchaes sogar mit dem Königshaus verwandt war. In Karnak wurde eine Statue des Großen Truppenvorstehers Amenemhat gefunden, die den Namen des Herrschers trägt. Überhaupt gibt es relativ viele Objekte von Privatpersonen aus dieser Zeit, die den Namen des Herrschers tragen und damit seinen Einfluss belegen.

### Bautätigkeit
Zwei Kolossalstatuen, die man in Tanis fand, stammen ursprünglich wohl aus Memphis. Eine weitere aus Hutsneferu. Bauteile aus Abydos belegen seine dortige Bautätigkeit. Ebenso hat er wohl den Karnaktempel erweitert und hatte in Theben nach Aussage einer Inschrift auf der Statue seines Wesirs Iymeru Neferkare ein Millionenjahrhaus. Eine lange Inschrift aus Theben berichtet von Schenkungen an den Amnuntempel und davon, dass der Herrscher von Norden nach Theben gekommen sei. Dies gilt als wichtiger Beleg dafür, dass damals die Hauptstadt noch im Norden des Landes lag. Diverse Expeditionsinschriften im Wadi el-Hudi und im Wadi Hammamat berichten von der Beschaffung von Rohstoffen. Sein Grab befand sich wahrscheinlich in Abydos.

## Nach seiner Zeit
Wenn nicht unter diesem Herrscher, so ist doch kurze Zeit später die Einheit des Reiches zerbrochen. Es ist nicht bekannt, ob einer seiner Söhne sein Nachfolger wurde. Immerhin heißt der Nachfolger von Sobekhotep IV. auch Sobekhotep.